# Одинцов, Пётр Никитич
Пётр Никитич Одинцов (20 января 1891, Симбирская губерния — 13 октября 1968, Рига) — российский и советский учёный, доктор химических наук, академик Академии наук Латвийской ССР (1960), специалист по химической технологии древесины.

## Биография
Родился 20 января 1891 года в селе Мирёнки Алатырского уезда Симбирской губернии в семье учителя. Окончил Симбирское ремесленное училище (1909) и до 1917 года работал в звании мастера слесарного дела.
В 1918 году в 1-й Симбирской гимназии сдал экстерном экзамены на аттестат зрелости и поступил в Московский университет на физико-математический факультет.
С весны 1919 года служил в Красной армии и одновременно учился на естественном факультете Казанского университета. После перевода в Ташкент зачислен в Среднеазиатский университет, в 1929 году окончил химическое отделение физико-математического факультета, получив диплом химика-органика. Работал в Хлопковом институте в Ташкенте: ассистент, доцент кафедры химии.
В 1934—1941 годах работал в Центральном научно-исследовательском лесохимическом институте в Москве.
В 1941—1945 гг. снова в Ташкенте: старший научный сотрудник, заместитель директора Химического института АН Узбекской ССР по научной работе.
В 1944 году защитил кандидатскую диссертацию.
В 1945 году по приглашению Латвийского государственного университета переехал в Ригу, в 1946—1951 доцент кафедры химической технологии древесины химического факультета. Одновременно с апреля 1946 года научный сотрудник Института лесохозяйственных проблем АН Латвийской ССР (с 1963 — Институт химии древесины): руководитель сектора гидролизного и целлюлозно-бумажного производства, заместитель директора института по науке, заведующий отделом лигнина и древесных полисахаридов, заведующий созданной им лабораторией субмикроскопической структуры древесины.
В 1951 году избран член-корреспондентом, в 1960 — академиком АН Латвийской ССР.
В 1957 году защитил докторскую диссертацию на тему «Строение клеточной стенки трахеид древесины ели и его влияние на процессы набухания, гидролиза и адсорбции». Профессор (1958).
Основные исследования — в области химии и химической технологии древесины. Разработал технологию гидролиза древесины концентрированными кислотами. Заслуженный деятель науки и техники Латвийской ССР (1955).
Под его руководством разработаны и защищены 13 кандидатских и 1 докторская диссертации, им создана школа латвийских учёных в области химии древесины.
Умер в Риге 13 октября 1968 года.
Жена (1944) — Варвара Николаевна Сергеева, учёный-химик.